# Marsa Matruh
Marsa Matruh (en arabe : مرسى مطروح) est une ville égyptienne située sur les bords de la mer Méditerranée, à 288 km à l'ouest d'Alexandrie. On y trouve une culture plus proche du Maghreb que du Moyen-Orient et la ville compte plus de 140 000 habitants.

## Histoire
Le lieu a été une petite ville de pêcheurs pendant l'Antiquité égyptienne et le règne d'Alexandre le Grand : il est alors nommé Amunia. Des ruines d'un temple de Ramsès II (1200 av. J.-C.) sont encore visibles. Marsa Matruh est ensuite connue sous le nom de Paraitonion sous la dynastie lagide. Lorsque les Romains occupent la région, la ville devient un port important pour le commerce et l'expédition des marchandises et des récoltes vers Rome. Le lieu est nommé Paraetonium par les Romains. Cléopâtre et Marc-Antoine, se baignèrent dans une piscine, en bord de mer, près de la ville. Une plage de la ville  porte aujourd'hui le nom de Cléopâtre. Située à 14 km au nord-ouest de Matruh, la plage est à l'opposé de la lagune de Marsa Matruh. Elle est fameuse pour ses eaux claires entourées de rochers, donnant ainsi l'impression d'une vaste piscine carrée. On peut  y voir un buste moderne de Cléopâtre, haut de plusieurs mètres.
Pendant la Seconde Guerre mondiale, les combats y sont rudes entre Allemands, Français libres et Britanniques. Les fortifications britanniques de Baggush Box sont situées à l'est de la ville.
Marsa Matruh est le terminus d'un chemin de fer à voie unique qui passe par El Alamein depuis février 1936.
En 1977, un musée Rommel a été ménagé dans la grotte ayant servi de quartier général (QG) au maréchal allemand Erwin Rommel avant la Bataille d'El-Alamein.

## Galerie

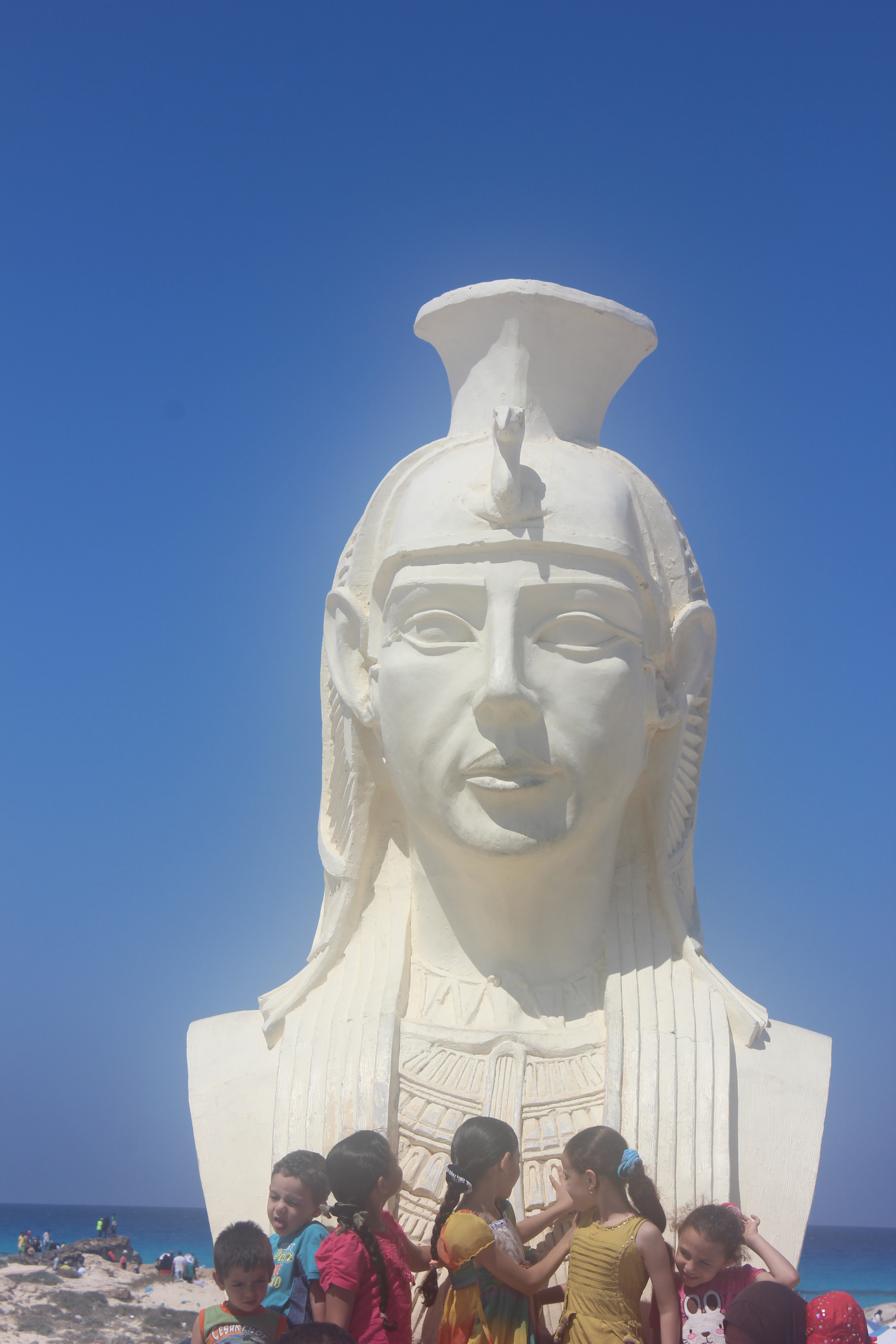
Buste de Cléopâtre sur la plage éponyme
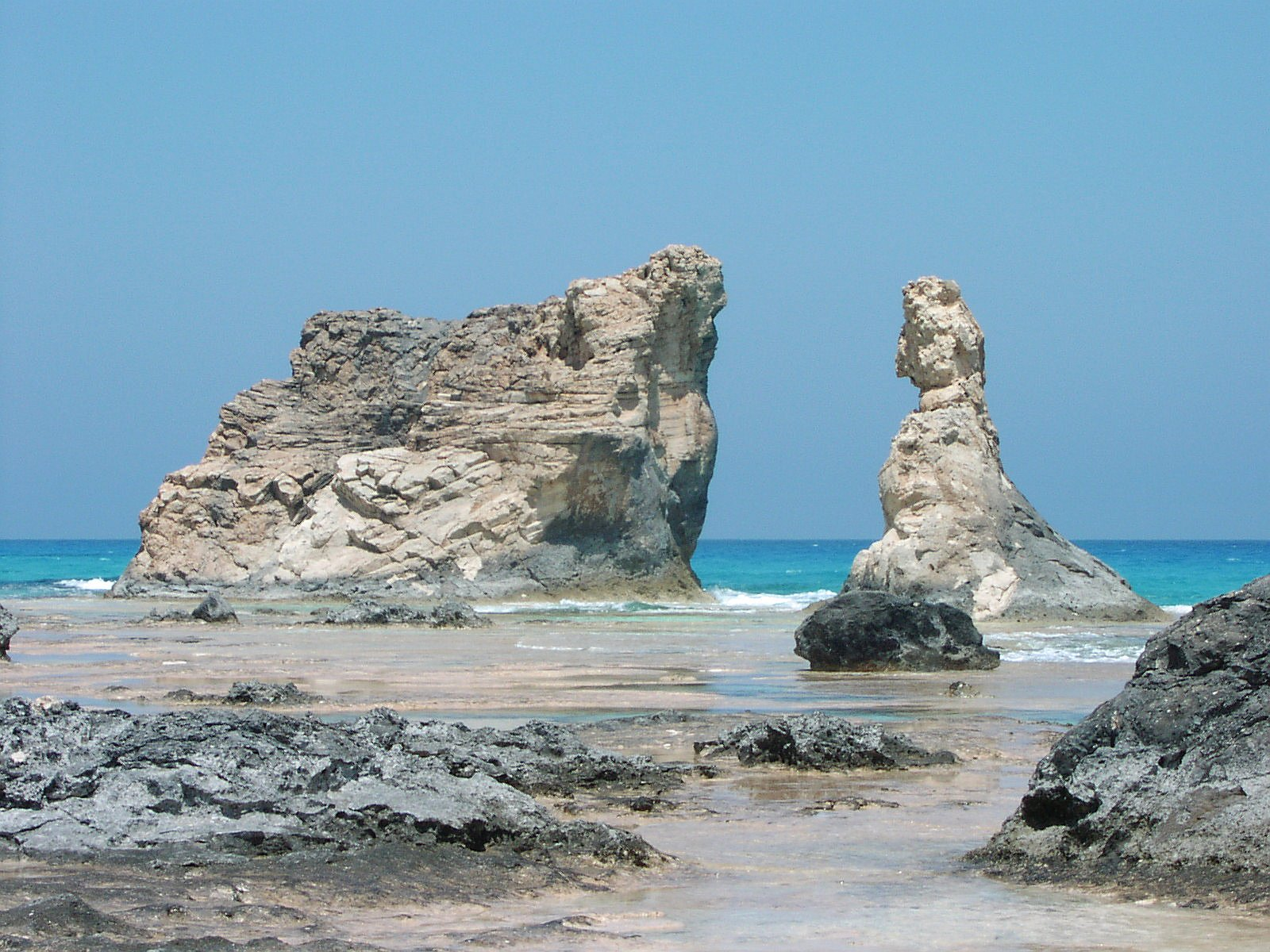
Îlots rocheux dans le lagon de Marsa Matruh

## Transports
Une liaison ferrée vers Ain Soukhna, reliant la Méditerranée et la mer Rouge, est en projet. Les réseaux de compagnies de bus privées desservent la ville, notamment depuis le Caire.